# Elecciones municipales de Huaraz de 2010
Las elecciones municipales de Huaraz de 2010 se llevaron a cabo el 3 de octubre de 2010 para elegir al alcalde y al Concejo Provincial de Huaraz para el periodo 2011-2014. La elección se celebró simultáneamente con elecciones regionales y municipales (provinciales y distritales) en todo el Perú.

## Sistema electoral
La Municipalidad Provincial de Huaraz es el órgano administrativo y de gobierno de la provincia de Huaraz. Está compuesta por el alcalde y el Concejo Provincial.
La votación del alcalde y el concejo se realiza en base al sufragio universal, que comprende a todos los ciudadanos nacionales mayores de dieciocho años, empadronados y residentes en la provincia de Huaraz y en pleno goce de sus derechos políticos, así como a los ciudadanos no nacionales residentes y empadronados en la provincia de Huaraz.
El Concejo Provincial de Huaraz está compuesto por 11 regidores elegidos por sufragio directo para un período de cuatro (4) años, en forma conjunta con la elección del alcalde (quien lo preside). La votación es por lista cerrada y bloqueada. Se asigna a la lista ganadora los escaños según el método d'Hondt o la mitad más uno, lo que más le favorezca.

## Composición del Concejo Provincial de Huaraz
La siguiente tabla muestra la composición del Concejo Provincial de Huaraz antes de las elecciones.
| Partidos | Partidos                                       | Regidores |
| -------- | ---------------------------------------------- | --------- |
|          | Movimiento Acción Nacionalista Peruano         | 7         |
|          | Lista Independiente N° 1 Reconstruyamos Huaraz | 3         |
|          | Somos Perú                                     | 1         |

## Partidos y candidatos
A continuación se muestra una lista de los principales partidos y alianzas electorales que participaron en las elecciones:
| Candidatura | Candidatura | Partidos y alianzas                                                                         | Candidatos | Candidatos               | Ideología                                                          | Resultado previo | Resultado previo | Ref. |
| Candidatura | Candidatura | Partidos y alianzas                                                                         | Candidatos | Candidatos               | Ideología                                                          | Votos (%)        | Reg.             | Ref. |
| ----------- | ----------- | ------------------------------------------------------------------------------------------- | ---------- | ------------------------ | ------------------------------------------------------------------ | ---------------- | ---------------- | ---- |
|             | MANPE       | Lista - Movimiento Acción Nacionalista Peruano (MANPE)                                      |            | Gelacio Mautino Ángeles  | Regionalismo ancashino                                             | 29.15%           | 7                |      |
|             | SP          | Lista - Somos Perú (SP)                                                                     |            | Octavio Cruz Romero      | Democracia cristiana Conservadurismo social                        | 12.58%           | 1                |      |
|             | Nueva ERA   | Lista - Movimiento Independiente Nueva Esperanza Regional Ancashina "Nueva ERA" (Nueva ERA) |            | Vladimir Meza Villarreal | Regionalismo ancashino                                             | 5.58%            | 0                |      |
|             | APRA        | Lista - Partido Aprista Peruano (APRA)                                                      |            | Virgilio Carrillo Mejia  | Aprismo                                                            | 4.22%            | 0                |      |
|             | RSC         | Lista - Movimiento Independiente Regional Río Santa Caudaloso (RSC)                         |            | Max Huerta Maza          | Regionalismo ancashino                                             | 2.42%            | 0                |      |
|             | RN          | Lista - Restauración Nacional (RN)                                                          |            | Roy Cárdenas Rengifo     | Liberalismo económico Humanismo cristiano Evangelismo              | 2.11%            | 0                |      |
|             | AP          | Lista - Acción Popular (AP)                                                                 |            | Erick Villanueva Cancán  | Humanismo Nacionalismo cívico Reformismo                           | Nuevo            | Nuevo            |      |
|             | APP         | Lista - Alianza para el Progreso (APP)                                                      |            | Magno López Tarazona     | Liberalismo económico Conservadurismo liberal Populismo de derecha | Nuevo            | Nuevo            |      |
|             | PAPO        | Lista - Participación Popular (PAPO)                                                        |            | Luis Aguilar Bustillos   | Partido atrapalotodo                                               | Nuevo            | Nuevo            |      |
|             | F2011       | Lista - Fuerza 2011 (F2011)                                                                 |            | Carlos Romero Loli       | Fujimorismo Conservadurismo social Populismo de derecha            | Nuevo            | Nuevo            |      |
|             | C           | Lista - Movimiento Regional Independiente Cuenta Conmigo (C)                                |            | María Velásquez Osorio   | Regionalismo ancashino                                             | Nuevo            | Nuevo            |      |
|             | MINDE       | Lista - Movimiento Independiente Nuevo Destino (MINDE)                                      |            | Delfina Macedo Jamanca   | Regionalismo ancashino                                             | Nuevo            | Nuevo            |      |
|             | AD          | Lista - Áncash Dignidad (AD)                                                                |            | José Salazar Mejía       | Regionalismo ancashino                                             | Nuevo            | Nuevo            |      |
|             | UxA         | Lista - Movimiento Independiente Regional Unidos por Áncash (UxA)                           |            | Bethsy Sotelo Morales    | Regionalismo ancashino                                             | Nuevo            | Nuevo            |      |
|             | MIRE        | Lista - Movimiento Independiente Reconstruyamos Áncash (MIRE)                               |            | Alberto Espinoza Cerrón  | Regionalismo ancashino                                             | Nuevo            | Nuevo            |      |
|             | IND         | Lista - Lista Independiente N° 1 Corazón Huaracino                                          |            | Severino Romero Arias    | Localismo huaracino                                                | Nuevo            | Nuevo            |      |

## Resultados

### Sumario general
|                        |                                                                                     |              |              |              |           |           |
| Partidos y coaliciones | Partidos y coaliciones                                                              | Voto popular | Voto popular | Voto popular | Regidores | Regidores |
| Partidos y coaliciones | Partidos y coaliciones                                                              | Votos        | %            | +/−          | Total     | +/−       |
|                        | Movimiento Independiente Nueva Esperanza Regional Ancashina "Nueva ERA" (Nueva ERA) | 22,410       | 31.64        | +26.06       | 7         | +7        |
|                        | Movimiento Independiente Reconstruyamos Áncash (MIRE)                               | 19,892       | 28.09        | Nuevo        | 2         | +2        |
|                        | Movimiento Acción Nacionalista Peruano (MANPE)                                      | 8,805        | 12.43        | –16.72       | 1         | –6        |
|                        | Lista Independiente N° 1 Corazón Huaracino                                          | 6,690        | 9.45         | n/a          | 1         | +1        |
|                        | Áncash Dignidad (AD)                                                                | 2,201        | 3.11         | Nuevo        | 0         | ±0        |
|                        | Movimiento Regional Independiente Cuenta Conmigo (C)                                | 1,796        | 2.54         | Nuevo        | 0         | ±0        |
|                        | Alianza para el Progreso (APP)                                                      | 1,762        | 2.49         | Nuevo        | 0         | ±0        |
|                        | Movimiento Independiente Regional Río Santa Caudaloso (RSC)                         | 1,493        | 2.11         | –0.31        | 0         | ±0        |
|                        | Partido Aprista Peruano (APRA)                                                      | 1,210        | 1.71         | –2.51        | 0         | ±0        |
|                        | Restauración Nacional (RN)                                                          | 1,024        | 1.45         | –0.66        | 0         | ±0        |
|                        | Movimiento Independiente Regional Unidos por Áncash (UxA)                           | 882          | 1.25         | Nuevo        | 0         | ±0        |
|                        | Movimiento Independiente Nuevo Destino (MINDE)                                      | 682          | 0.96         | Nuevo        | 0         | ±0        |
|                        | Fuerza 2011 (F2011)                                                                 | 590          | 0.83         | Nuevo        | 0         | ±0        |
|                        | Acción Popular (AP)                                                                 | 541          | 0.76         | n/a          | 0         | ±0        |
|                        | Somos Perú (SP)                                                                     | 484          | 0.68         | –11.90       | 0         | –1        |
|                        | Participación Popular (PAPO)                                                        | 358          | 0.51         | Nuevo        | 0         | ±0        |
|                        |                                                                                     |              |              |              |           |           |
| Total                  | Total                                                                               | 70,820       |              |              | 11        | ±0        |
|                        |                                                                                     |              |              |              |           |           |
| Votos válidos          | Votos válidos                                                                       | 70,820       | 78.71        | +0.10        |           |           |
| Votos en blanco        | Votos en blanco                                                                     | 6,119        | 6.80         | –5.25        |           |           |
| Votos nulos            | Votos nulos                                                                         | 13,042       | 14.49        | +5.16        |           |           |
| Votos emitidos         | Votos emitidos                                                                      | 89,981       | 86.90        | –0.92        |           |           |
| Abstenciones           | Abstenciones                                                                        | 13,567       | 13.10        | +0.92        |           |           |
| Votantes registrados   | Votantes registrados                                                                | 103,548      |              |              |           |           |
|                        |                                                                                     |              |              |              |           |           |
| Fuente:                |                                                                                     |              |              |              |           |           |

## Elecciones municipales distritales

### Resultados por distrito
La siguiente tabla enumera el control de los distritos de la provincia de Huaraz. El cambio de mando de una organización política se resalta del color de ese partido.
| Distrito      | Alcalde(sa) titular           | Partido político | Partido político            | Alcalde(sa) electo(a)                          | Partido político                               | Partido político                               |
| ------------- | ----------------------------- | ---------------- | --------------------------- | ---------------------------------------------- | ---------------------------------------------- | ---------------------------------------------- |
| Cochabamba    | Vido Sánchez Sifuentes        |                  | Partido Aprista Peruano     | Máximo Cuisano Caballero                       |                                                | Unión por el Perú                              |
| Colcabamba    | Jonás Jamanca Carbajal        |                  | Somos Perú                  | Joaquín Ramírez Alvino                         |                                                | Partido Aprista Peruano                        |
| Huanchay      | Dioscórides León Fernández    |                  | Acción Nacionalista Peruano | Dioscórides León Fernández                     |                                                | Nueva ERA                                      |
| Independencia | Gregorio Mezarina Paredes     |                  | Reconstruyamos Huaraz       | Gregorio Mezarina Paredes                      |                                                | Reconstruyamos Áncash                          |
| Jangas        | Wilder Hinostroza Minaya      |                  | Reconstruyamos Huaraz       | Diógenes Alva Montes                           |                                                | Salvemos Jangas                                |
| La Libertad   | Didi Maguiña Salazar          |                  | Fuerza Huaraz               | Pelayo Loli Osorio                             |                                                | Reconstruyamos Áncash                          |
| Olleros       | Sixto Blácido León            |                  | Reconstruyamos Huaraz       | Elecciones municipales complementarias de 2011 | Elecciones municipales complementarias de 2011 | Elecciones municipales complementarias de 2011 |
| Pampas        | Inocencio Villafuerte Colonia |                  | Pampas Agrario              | Eusebio Lirio Chauca                           |                                                | Todos con Pampas Grande                        |
| Pariacoto     | Artemio Mejía Ramos           |                  | Partido Aprista Peruano     | Ilario Risco Orbegozo                          |                                                | Río Santa Caudaloso                            |
| Pira          | Óscar Morales Salazar         |                  | Fuerza Huaraz               | Elecciones municipales complementarias de 2011 | Elecciones municipales complementarias de 2011 | Elecciones municipales complementarias de 2011 |
| Tarica        | Fredy Chinchay Salazar        |                  | Reconstruyamos Huaraz       | Pelé Tinoco Meyhuay                            |                                                | Nueva ERA                                      |